# Phaleria disperma
Phaleria disperma är en tibastväxtart som först beskrevs av Forst. f., och fick sitt nu gällande namn av Henri Ernest Baillon. Phaleria disperma ingår i släktet Phaleria och familjen tibastväxter. Inga underarter finns listade i Catalogue of Life.

## Bildgalleri

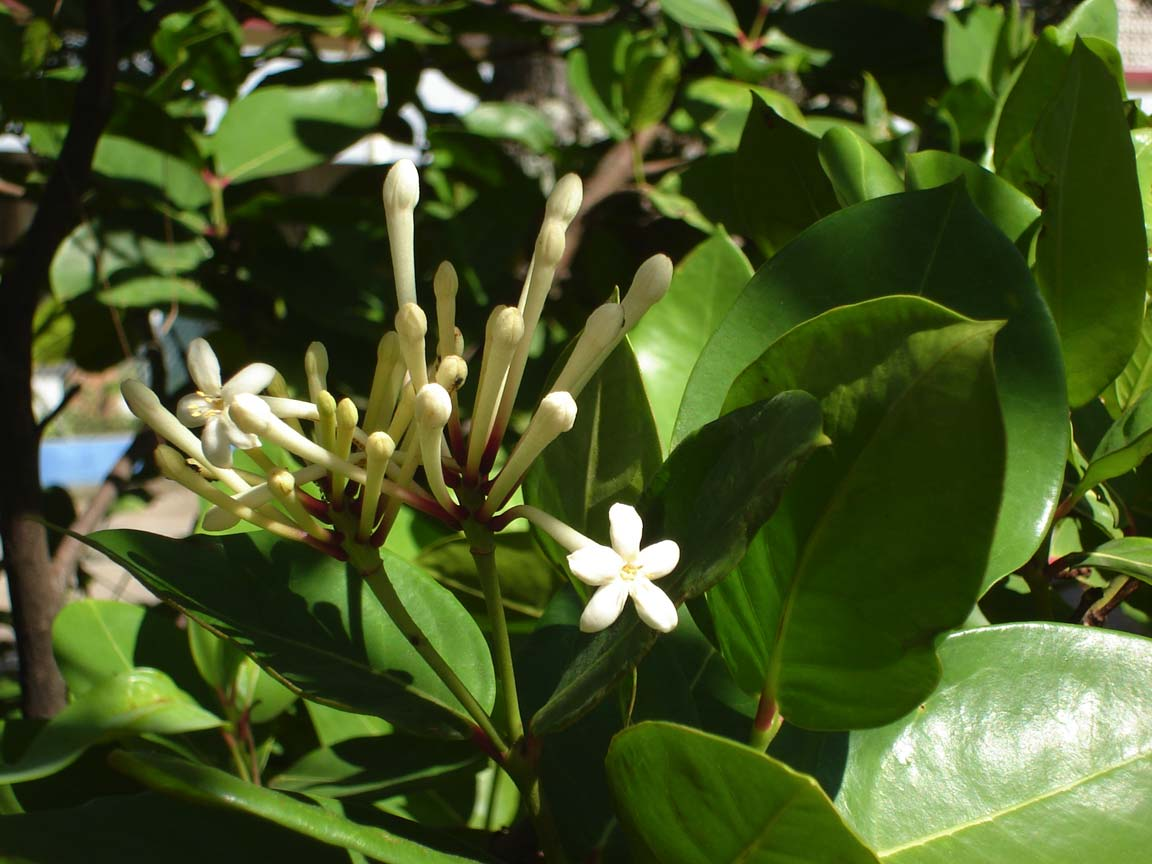